# Mohamed Tayebi Larbi
Mohamed Tayebi Larbi, de son vrai nom Tayebi Mohamed Belhadj (ar :محمد طيبي العربي), né le 17 décembre 1918 à Mostefa Ben Brahim (Sidi Bel Abbès) et décédé le 6 novembre 1997 à Sidi Bel Abbès, est un homme politique algérien, membre du FLN.
Militant au PPA-MTLD dans la région de Sidi Bel Abbès avant la Seconde Guerre mondiale, il fera partie à son retour de l'OS. Au déclenchement de la guerre d'Algérie, il sera - dans la Wilaya V - un des compagnons de Houari Boumediène.
À l'indépendance, il occupera furtivement des postes d'ambassadeur à Cuba et au Brésil et de directeur de la police. À la suite du coup d'État du 19 juin 1965, il sera  ministre de l'agriculture et de la réforme agraire durant 11 ans sous la présidence de Houari Boumediène. Il est membre du conseil de la révolution de 1965 à 1976.

## Fonctions
- 1963 : ambassadeur à Cuba[3].
- 1963-1964 : directeur général de la sûreté nationale[4],[5].
- 1964 : ambassadeur au Brésil.[réf. nécessaire]
- 1968-1979 : ministre de l'agriculture et de la réforme agraire[6],[7].